# Willesborough
Willesborough – wieś w Anglii, w hrabstwie Kent, w dystrykcie Ashford. Leży 30 km na południowy wschód od miasta Maidstone i 83 km na południowy wschód od centrum Londynu. W 2015 miejscowość liczyła 9080 mieszkańców.